# Zygmunt Kwiatkowski
Zygmunt Kwiatkowski ps. „Zryw”, „Zew” (ur. 9 kwietnia 1911 w Abramach, zm. 21 listopada 1945 w Ostrołęce) – członek Armii Krajowej, uczestnik walk partyzanckich, działacz harcerski i społeczny.

## Życiorys
Syn Tomasza i Anny z d. Twardowskiej. Ukończył studia prawnicze.

### Działania wojenne
„Zryw” był dowódcą placówki Myszyniec w IV Rejonie Obwodu AK Ostrołęka. Wcześniej pracował w myszynieckim urzędzie gminy. Zorganizował i przeprowadził nocą z 12 na 13 maja 1944 r. brawurową akcję odbicia więźniów z posterunku żandarmerii w Myszyńcu. Udało się tego dokonać bez jednego strzału. Zastępcą „Zrywa” w tej akcji był sierż. Piotr Dziesiński „Dąb”, a jednym z uczestników plut. Konstanty Jachimczyk „Skowronek”. Partyzanci otoczyli posterunek żandarmerii i pod osłoną nocy uwolnili 16 więźniów, a wśród nich swoich kolegów z organizacji – Henryka Skoniecznego „Tatę” i Stefana Ślufińskiego. Żandarmi dopiero rankiem podjęli, jak się okazało, bezskuteczny pościg – zrezygnowali, gdy ich konie zaczęły się zapadać w bagnie Chruściel. Ppor. Zygmunt Kwiatkowski „Zryw” został mianowany dowódcą 2 szwadronu 1 Dywizji 5 Pułku Ułanów Spieszonych. W maju 1944 r. po nieudanej akcji w Wachu, podczas której zginął st. sierż. Bolesław Kurpiewski „Orlik”, ppor. „Zryw” na krótko został dowódcą jego oddziału, a po nim dowództwo to przejął por. Ryszard Pszczółkowski „Gryf”. Zygmunt Kwiatkowski dowodził między innymi akcją na niemiecki magazyn wojskowy na terenie Prus – w pobliżu Rozóg (powiat Szczytno). Partyzanci rozbroili wówczas dwóch wartowników i zdobyli sprzęt i amunicję. „Zryw” zalecał ostrożność wobec sowieckich zwiadowców, z którymi Kazimierz Stefanowicz „As” współpracował. Sam unikał z nimi kontaktu. Okazało się, że jednym z ich zadań było rozpracowanie struktur AK, toteż zaraz po wejściu Sowietów „As” i jego najbliżsi współpracownicy zostali aresztowani przez NKWD, a „Zryw” uniknął wówczas aresztowania.
Pod koniec wojny „Zryw” ukrywał się wraz ze Stanisławem Piaseckim w okolicach Myszyńca. Po zakończeniu działań wojennych na Kurpiach podjął działalność konspiracyjną w Armii Krajowej Obywatelskiej. Został szefem Biura Informacji i Propagandy obwodu ostrołęckiego. Wkrótce wycofał się z konspiracji, by podjąć legalną działalność społeczno-polityczną. Zaangażował się w pomoc dla odradzającego się harcerstwa (był prezesem Koła Przyjaciół ZHP), organizował Związek Samopomocy Chłopskiej. Został dyrektorem Komunalnej Kasy Oszczędności. Działał na rzecz tworzenia struktur PSL, czym zraził do siebie komunistów. Jako wiceprezes Stronnictwa Ludowego został przedstawicielem w Powiatowej Radzie Narodowej i objął funkcję zastępcy przewodniczącego PRN w Ostrołęce. 20 września 1945 r. „Zryw” złożył na posiedzeniu PRN sprawozdanie z pobytu ośmioosobowej delegacji u władz centralnych z memoriałem w sprawie pomocy siewnej dla powiatu, zaopatrzenia ludności w kartki żywnościowe i uregulowania należności za kontyngenty.

### Okoliczności śmierci
Starosta powiatowy, Delegat Rządu na Kraj, dr Józef Psarski, ostrzegał „Zrywa”, że powinien opuścić Ostrołękę. Zygmunt Kwiatkowski został zastrzelony na oczach żony 21 listopada 1945 r. na ulicy w Ostrołęce przez funkcjonariuszy Urzędu Bezpieczeństwa Publicznego z Warszawy. Była to prawdopodobnie grupa likwidacyjna Władysława Rypińskiego „Rypy”, zwana „szwadronem śmierci”, który wsławił się wieloma podobnymi akcjami na terenie województwa mazowieckiego. Tak opisała to Helena Kwiatkowska: Gdy się zbliżyli, osobnik w mundurze zaświecił mężowi latarką w oczy, drugi w cywilnym ubraniu oddał z pistoletu dwa strzały w plecy (jedna kula przeszła przez szczyt serca). Do leżącego na ziemi osobnik w mundurze oddał serię z pepeszy, trafiając go 13 razy, po czym oddalili się w kierunku UB.
Zygmunt Kwiatkowski był mężem Heleny, członkini AK – Armii Krajowej Obywatelskiej, ps. „Iza”. Mieszkał w Myszyńcu, od 1945 r. w Ostrołęce.

## Upamiętnienie
Fundacja „Splot Pamięci” organizuje wycieczki po Ostrołęce, w miejscu śmierci „Zrywa”.